# Colin Bradford
Colin Bradford (* 30. Mai 1955 im Saint Catherine Parish) ist ein ehemaliger jamaikanischer Sprinter.
Bei den Olympischen Spielen 1976 in Montreal wurde er über 200 m Siebter und in der 4-mal-400-Meter-Staffel Fünfter. Über 100 m erreichte er das Viertelfinale.
1978 gewann er bei den Commonwealth Games in Edmonton Silber in der 4-mal-400-Meter-Staffel und jeweils Bronze über 200 m und in der 4-mal-100-Meter-Staffel. 
1979 siegte er bei den Zentralamerika- und Karibikmeisterschaften über 400 m. Bei den Panamerikanischen Spielen in San Juan wurde er Sechster über 400 m und holte mit der jamaikanischen 4-mal-400-Meter-Stafette Silber. Beim Leichtathletik-Weltcup in Montreal kam er über 400 m auf den sechsten und mit der amerikanischen 4-mal-400-Meter-Stafette auf den fünften Platz.
Bei den Olympischen Spielen 1980 in Moskau gelangte er über 200 m ins Viertelfinale. In der 4-mal-100-Meter-Staffel und der 4-mal-400-Meter-Staffel schied er im Vorlauf aus.
1981 siegte er bei den Zentralamerika- und Karibikmeisterschaften über 100 m. Beim Leichtathletik-Weltcup in Rom wurde er über 100 m und mit der amerikanischen 4-mal-100-Meter-Stafette Fünfter und mit der amerikanischen 4-mal-400-Meter-Stafette Dritter.
Bei den Leichtathletik-Weltmeisterschaften 1983 in Helsinki wurde er in der 4-mal-400-Meter-Staffel Siebter und scheiterte über 200 m in der ersten Runde.

## Persönliche Bestzeiten
- 100 m: 10,15 s, 14. August 1981, Ciudad Bolívar
- 200 m: 20,66 s, 16. Juni 1984, Kingston
- 400 m: 45,94 s, 20. Mai 1979, Tempe